# Ervigi
Ervigi (en germànic Erwig; ? - Toledo, 15 de novembre de 687) fou rei visigot del Regne de Toledo (680 - 687).

## Orígens
Pertanyia a un llinatge noble got emparentat amb els darrers monarques del regne de Toledo. Segons la Crònica d'Alfons III, de finals de segle ix, es diu que era fill d'una neboda carnal de Khindasvint i que el seu pare era un refugiat romà d'Orient anomenat Ardabast. Tanmateix, aquest origen és totalment inversemblant, sent únicament correcte que un avantpassat pogués anomenar-se Ardabast, atès que és un nom que va portar algun dels seus descendents. Sí es coneix que la seva filla Cixilo es va casar amb Ègica, parent de Vamba i successor d'Ervigi en el tron i, per tant, podria ser l'avi matern de Vitiza. A més, a través del matrimoni amb Liuvigoto és possible que estigués emparentat amb el llinatge got narbonès de Liuva I.

## Regnat

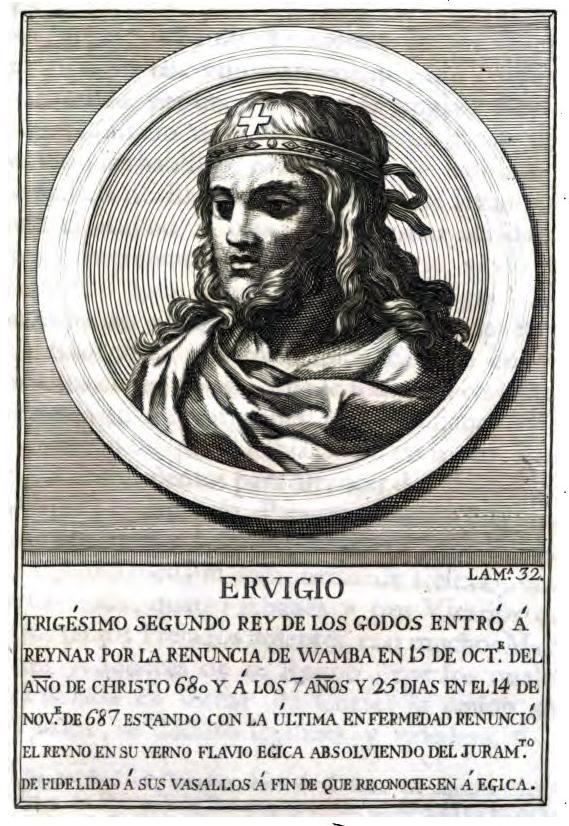
Ervigi

### Ascensió al tron
L'ascens al tron d'Ervigi està emmarcat en el confús final del regnat de Vamba. El nomenament com a monarca es fa efectiu el 15 d'octubre del 680, uns dies abans de l'obertura del XII Concili de Toledo, amb la renúncia a la corona de l'anterior rei. Segons les actes conciliars, Vamba, trobant-se malalt de mort, demanà rebre la penitència i la tonsura eclesiàstica, decisió que, en termes legals, significava renunciar a la corona, i, alhora, va signar uns documents oficials en els quals va designar Ervigi com a nou monarca. Ràpidament es va demanar a Julià, bisbe metropolità de Toledo, que l'ungís. Els esdeveniments van succeir de forma estranya i, probablement, de forma inesperada per als seus contemporanis, pel que es creu que, per evitar sospites i acusacions, ell i els bisbes haurien cregut oportú donar un aire de solemnitat al relat del canvi de monarca. La coronació, finalment, es va celebrar el 21 d'octubre del 680.
Fonts tardanes, del segle ix, afirmen clarament l'existència d'un complot a palau per deposar Vamba encapçalat pel mateix Ervigi, un comte del cercle del monarca, que li hauria administrat un narcòtic per provocar-li una sensació de estar proper a la mort i forçar-lo a prendre els hàbits. D'acord amb els esdeveniments posteriors, no es descarta que existís la possibilitat d'un complot, més tenint en compte la rapidesa amb que es va administrar la penitència a Vamba per part del metropolità de Toledo, i, de fet, existeixen proves d'una relació anterior entre Ervigi i el bisbe Julià. En qualsevol cas, la pujada al tron d'Ervigi significava el fracàs de la política centralitzadora i antinobiliària de Vamba.

### XII Concili de Trento

#### Objectius i participants
Així doncs, per assegurar la seva posició, va intentar enfortir-la bàsicament a partir de l'element religiós. La convocatòria del XII Concili de Toledo, va servir per apropar-se a la jerarquia eclesiàstica, part de la qual havia col·laborat en el seu ascens al tron, i a més li servia de contrapès a l'excessiva influència de l'alta noblesa heretada del regnat anterior, als quals també devia la corona. El XII Concili de Toledo s'inaugurà a l'Església dels Sants Apòstols el 9 de gener del següent any (681). Van assistir trenta-vuit bisbes, quatre abats i quinze funcionaris palatins. Es va solemnitzar el reconeixement del nou monarca, per tal d'evitar les sospites per la renúncia de Vamba, i es va declarar anatema oposar-se a Ervigi. A banda d'això, es van tractar altres qüestions: sembla que aquell any les collites havien estat molt dolentes fins al punt que va començar a sentir-se la fam, i el mateix rei va fer menció d'això en el seu discurs al Concili. El fet és confirmat també per l'anònim historiador que continuà la Crònica d'Isidor.

#### Resolucions
Es va reconèixer al metropolità de Toledo el dret a consagrar aquells bisbes que fossin designats pel rei, encara que pertanyessin a qualsevol altra província (diferent de la Cartaginesa on estava Toledo), per evitar les vacants prolongades, el que va donar origen a la primacia de la seu toledana dins de l'Església hispana. El bisbe consagrat pel metropolità toledà havia de presentar-se al seu bisbe metropolità en el termini de tres mesos per rebre una espècie de reconeixement oficial, sota pena d'excomunió, encara que el rei podia dispensar d'aquesta obligació. Fins aleshores el rei havia actuat igualment, designant bisbes, però aquests eren consagrats pel seu respectiu metropolità; encara que la forma de nomenament no va variar substancialment, la consagració va passar de fet al metropolità de Toledo.
Una referència presa a l'inici del Concili fa pensar en Vamba. S'estudiava que s'havia de fer amb aquells que a l'emmalaltir prenguessin la penitència en estat d'inconsciència. Els bisbes es pregunten que s'havia de fer si recuperaven la salut i rebutjaven la tonsura i l'hàbit religiós. I el mateix amb els que declaraven que no estaven sotmesos a les regles de la disciplina eclesiàstica al no haver sol·licitat ells la penitència i no saber que l'estaven rebent. Fins i tot s'indica que feien aquesta declaració "amb el major desvergonyiment". La referència va haver d'anar adreçada a Vamba. És inconcebible que després dels successos que van portar a la seva deposició una situació similar fora l'eix d'un debat, centenars de persones pogueren estar en una situació similar. Els bisbes deixaven saber a través d'això quina va ser la reacció de Vamba: se li havia aplicat la penitència i l'hàbit quan estava inconscient (mentre la versió oficial omet aquest extrem i dona a entendre que estava conscient, i el mateix l'havia sol·licitat), i no havia sabut que l'havia rebut fins que al recuperar-se (el que va haver d'ocórrer molt aviat, i confirmaria que la malaltia de Vamba va ser provocada) se li va haver de comunicar. Vamba va passar algun temps sense creure el que ocorria; se sentia el rei i altivament negava tota validesa a un acte que implicava la seva deposició i en el qual ell no havia tingut participació. Seria la falta de suport de la noblesa la que l'hauria obligat finalment a acceptar la situació.
No obstant això sabem que una situació similar es va plantejar per a una altra persona: el bisbe de Valèria (Valera de Arrina, a l'est de Toledo i al Sud de Conca), Gaudenci. El delegat del Bisbe al Concili va explicar que Gaudenci havia caigut molt malalt i s'havia sotmès a les regles de la penitència, però després s'havia recobrat; i desitjava saber si estava capacitat per exercir la seva missió eclesiàstica. Però al bisbe se li va permetre seguir en el càrrec, al·legant que la penitència (cal entendre que voluntària o involuntària) sols impedia realitzar assumptes mundans, però no drets divins. És evident que el clero no volia que Vamba tornés al tron, i en canvi no tenia cap objecció que tornés a la seva cadira un bisbe de província. Caldria preguntar-se si Gaudenci no era un instrument de la gent de Vamba, i la pregunta no es va fer deliberadament; però en aquest cas probablement s'hagués donat una resposta negativa a Gaudenci i hagués hagut d'abandonar la seva seu.
Les resolucions del Concili van ser confirmades pel rei (Khintila també havia confirmat les resolucions del V i VI Concili, però no se sap de cap altra confirmació posterior dels Concilis VII, VIII, IX, X i XI).

#### Política religiosa
El concili va prendre diverses mesures, a sol·licitud del rei però sense oposició dels bisbes (que les van confirmar), contra els jueus. Es van decretar contra ells vint-i-vuit lleis.
Perquè no es pogués al·legar pels jueus la ignorància de les lleis, es van donar instruccions a tots els Bisbes i capellans perquè reunissin a l'Església a la comunitat jueva de la seva ciutat o aldea i se les llegissin. A l'Església local es conservarien les actes d'abjuració dels jueus i d'incorporació al catolicisme. A Toledo es va procedir a la pública lectura de les lleis a l'Església de Santa María el 27 de gener del 681.
Els bisbes no sol no es van oposar a aquestes lleis, sense que alguns (o tots) les van aplaudir, constant el cas del metropolità toledà Julià de Toledo, que procedia d'una família de jueus que s'havia convertit (sembla que els seus pares ja eren cristians) i va escriure algunes obres contra els jueus. No hi ha dubte que era un enemic furibund de la religió jueva (sol ocórrer amb els conversos) però no obstant això conservava amics jueus, car un dels seus llibres el va dedicar al Bisbe de Barcino, Idalius, i el va fer portar per un jueu anomenat Restitutus.
Sorprèn que amb totes les mesures adoptades contra els jueus, especialment durant el segle vii, la comunitat hebrea persistís en tot el període, i s'al·ludeix sovint als suborns als funcionaris i que la persecució es va limitar, llevat de casos aïllats, a la confiscació de béns i no va suposar la mort de molts israelites.

#### Revisió del Codi de Recesvint
En el Concili el rei va sol·licitar també que es revisés el Codi de Recesvint, que contenia contradiccions i lleis contràries a la justícia. La revisió es va fer i va entrar en vigor el 21 d'octubre del 681 (per la qual cosa va haver de ser publicat poc abans). Del Codi es van suprimir les lleis que castigaven als qui causaven greus danys als seus esclaus (que no agradaven a la noblesa posseïdora d'esclaus). Es van incloure algunes lleis noves, i moltes altres van ser modificades en algunes paraules, o aclarides amb addicions o comentaris. En general va disminuir notablement els càstigs als quals estaven sotmesos els nobles i va assegurar els seus privilegis.
El Concili va concloure el 25 de gener del 681.

### Relagió amb els estaments
Ervigi va haver d'estar molt sotmès a la noblesa i al clero. Temps endarrere el clero havia col·locat en el tron al seu candidat, Khíntila, cosa que havia desagradat a la noblesa; ara Ervigi havia de ser el candidat de la noblesa, però no tenia oposició en el clero, del qual necessitava també el suport. La llei militar de Vamba havia perjudicat a la noblesa esclavista i al clero, i Ervigi va perdonar als que havien estat castigats en virtut d'ella; a més els bisbes van afegir que aquells que havien perdut el dret a testificar en virtut de la llei, podrien fer-ho ara, i si el cas s'hagués jutjat durant la seva inhabilitació podria ser reobert. No obstant això, si hi va haver pressions del clero o la noblesa per abolir la llei, no van sortir efectes, i la revisió no va ser tan profunda com potser aquests estaments haguessin desitjat.

#### Nobles
L'1 de novembre del 683 va dictar un edicte pel qual perdonava tots els impostos sobre esclaus, pendents que va representar el sacerdot Citronius.
El 4 de novembre del 683 va inaugurar el XIII Concili de Toledo a l'Església dels Sants Apòstols que acabaria el 13 de novembre. Van assistir setanta-set Bisbes (inclosos els metropolitans), cinc abats, tres dignataris catedralicis i vint-i-sis funcionaris palatins. Es va demanar el perdó i la rehabilitació dels rebels del 673 contra Vamba. Els bisbes van accedir a restablir en els seus càrrecs i posició als nobles rebel·lats i als seus descendents, i que se'ls tornessin les terres que romanien en poder de la corona; el perdó es faria extensiu a tots aquells que havien caigut en desgràcia per iguals motius des dels temps de Khíntila, quaranta anys abans. Sembla que volia posar-se fi a l'episodi dels refugae del qual la rebel·lió de Paulus pel seu modus operandi sol hauria estat l'últim capítol, segurament quan ja la noblesa representada pels successius rebels havia quedat molt debilitada pels morts, execucions, empresonaments, confiscacions, turments, canvis de partit i altres causes, i ja no constituïa un perill real per a la corona, a la qual interessava més guanyar el seu suport. Tres dels signants de les actes del Concili del 683 tenen noms idèntics que tres dels trenta col·laboradors coneguts de Paulus capturats a Nimes. Ervigi no volia que els llaços de sang i les venjances familiars provoquessin noves rebel·lions i va adoptar una prudent política de reconciliación que acabés amb les faccions.
Per les mateixes actes coneixem l'existència d'un comte del Tresor anomenat Isidor (que exercia el càrrec el 683) i un comte del Patrimoni anomenat Vitul (que exercia el càrrec el 683 i fins i tot el conservava deu anys després), els dos romans o de nom romà, encara que anteriorment almenys el càrrec de comte de patrimoni havia estat exercit per gots.

#### Clero
Les confessions forçades havien de ser un mitjà de desfer-se de rivals polítics. Els bisbes les van condemnar explicant que per la seva culpa alguns funcionaris palatins havien mort o havien caigut en la ignomínia perpètua. Per tant, d'ara endavant, cap funcionari ni bisbe podria ser sotmès a una confessió forçosa. Els funcionaris palatins del que la culpabilitat no fos manifesta no podrien ser destituïts, desterrats, empresonats, interrogats, torturats o azotados, ni se'ls podrien confiscar els seus béns, ni qualsevol tracte que els obligués a una declaració de culpabilitat falsa; si el rei decidia acusar-lo deuria sotmetre'l a judici públic, mitjançant un tribunal de bisbes, seniores i gardings. La llei abraçava també a aquells que vivien a prop de la frontera i podien fugir a un altre país. Cap palatí que visqués al país podia ser detingut per un temps superior al necessari, i encara que podia vigilársele per evitar que fomentés disturbis, no podia amedrentársele. El judici no podia ser demorat fins a obtenir la confessió. Les confessions obtingudes en contra d'aquesta llei serien nul·les. Segurament era la noblesa palatina qui inspirava aquesta llei (doncs el rei no havia esmentat el tema) però el clero no dubtà a secundar-la i a incloure als bisbes entre els seus beneficiats.

#### Família real
Ervigi volia protegir la seva família per a quan deixés de ser rei i com havia fet Khíntila anteriorment va fer que els bisbes declaressin que tots els futurs reis haurien de respectar les persones i béns de la reina Liuvigoto, dels fills i filles del rei i dels seus respectius cònjuges; ningú podria donar-los mort, privar-los dels seus béns, tonsurar als homes o convertir a les dones en monges, desterrarlos, mutilar-los o azotarlos i el que ho fes seria anatematitzat. Si la reina Liuvigoto sobrevisqués al seu espòs, no podria tornar-se a casar ni tenir relacions sexuals amb ningú, ni tan sols amb un rei, i qui ho incomplís seria condemnat amb l'infern.

### XIII Concili de Trento
El Concili es va tancar el 13 de novembre del 683 i poc després va arribar a Toledo un enviat del Papa Lleó II (que va ser pontífex des de l'abril del 682 al juliol del 683) amb sengles cartes per al rei, per al comte Simplici, per a tots els bisbes i per al metropolità Quiricus de Toledo, antecessor de Julià i que evidentment el Papa quan va escriure la carta (doncs a finals del 683 el pontífex ja havia mort) desconeixia que havia mort feia dos anys i le havia succeït Julià, en les quals invitava a reconèixer les resolucions del III Concili constantinopolità (VI Concili Ecumènic) que havia condemnat el monotelisme. Devia celebrar-se un nou Concili, però tan recent l'anterior es va convocar un Sínode de bisbes de la Cartaginesa al qual assistirien els metropolitans dels altres cinc províncies, com delegats d'aquestes, en les quals se celebraria al seu torn, prèviament un Sínode, decidint la resolució pertinent que els metropolitans traslladarien a la reunió de Toledo.
El Sínode, conegut com a XIV Concili de Toledo, es va celebrar del 14 al 20 de novembre del 684. Van assistir tots els Bisbes de la Cartaginense i els metropolitans de les altres províncies, i a més un bisbe de la Tarraconense, un altre de la Narbonense i un altre de Galícia. Els respectius Sínodes provincials havien aprovat les directrius del Concili Ecumènic de Constantinoble, i ara els assistents al Sínode Toledà, en nom de l'Església d'Hispània i Gàl·lia Narbonense van confirmar conjuntament les decisions del Concili constantinopolità, la qual cosa va ser transmès al Papa utilitzant-se algunes paraules que van ser considerades doctrinalment errònies. Julià va rebutjar l'acusació i es va enfrontar al Papa. L'opinió de Julìà va ser confirmada després pel XV Concili de Toledo el 688, celebrat sota el regnat d'Egica.

### Mort
El 14 de novembre del 687 Ervigi, greument malalt i fora de la capital, va designar hereu el seu gendre Ègica, marit de Cixilo, la filla del rei. L'endemà va prendre la penitència i envià a Ègica i als nobles cap a Toledo i va morir poques hores després.